# 宽叶岩黄耆
宽叶岩黄耆（学名：Hedysarum polybotrys var. alaschanicum）为豆科岩黄耆属下的一个变种。

## 扩展阅读
- 維基物種上的相關：宽叶岩黄耆